# Ou
Ou (Psittirostra psittacea) är en utdöd fågel i familjen finkar. Den hade sitt utbredningsområde i Hawaiiöarna.

## Utseende och läten
Oun var en bastant fink med en kroppslängd på 17 cm och en kraftig, krokförsedd näbb. Hanen var olivgrön med tydligt avgränsat gult huvud och vita undre stjärttäckare. Honan var olivgrön ovan men gråare på strupen och övre delen av bröstet. Hos båda könen var näbben skär. Sången beskrevs som utdragen, högljudd och komplex med olika visslingar, drillar och melodiska partier, medan lätet var en vittljudande upp- eller nedåtböjd vissling.

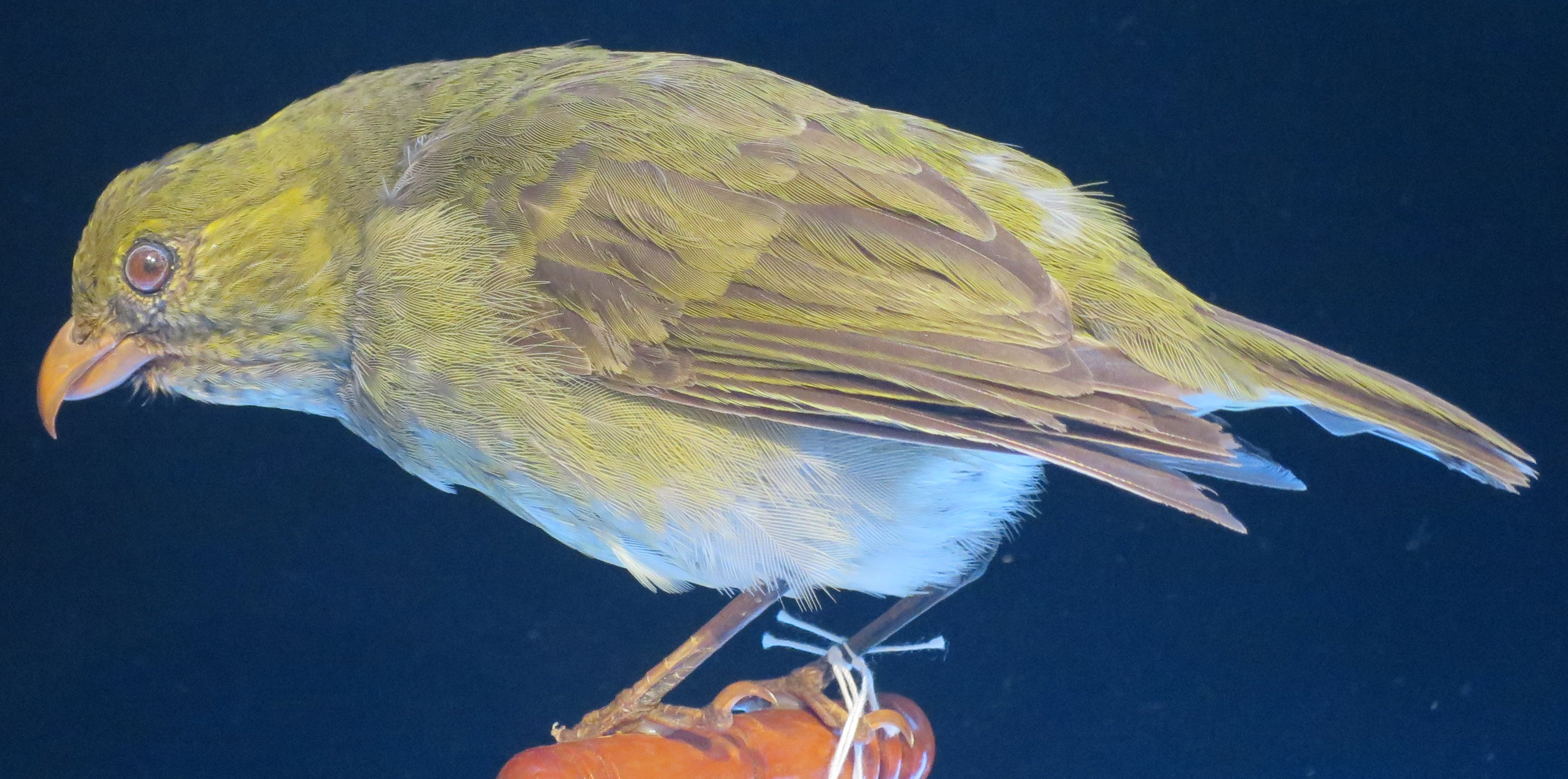
Ett uppstoppad exemplar, en hane, förvarad på Bishop Museum i Honolulu.

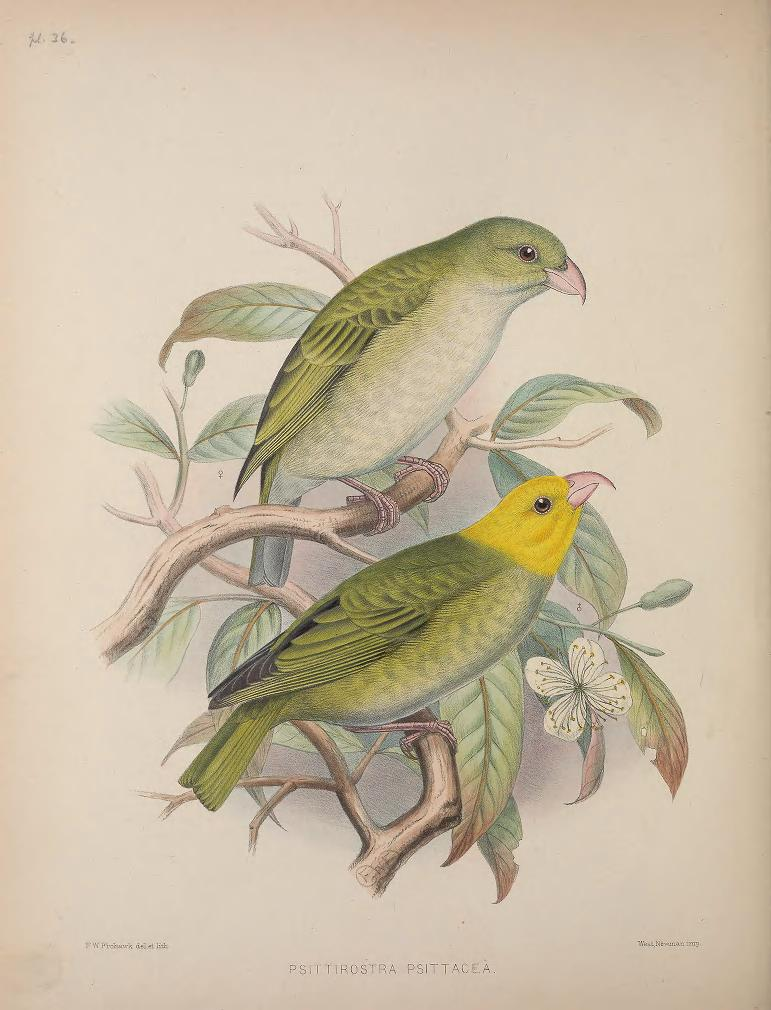
Illustration av hane och hona.

## Utbredning och systematik
Fågeln förekom i molnskogarna på Hawaiiöarna Hawaii och Kauai. Den placeras som ensam art i släktet Psittirostra.

## Levnadssätt
Oun var begränsad till fuktig ohiaskog på mellan 800 och 1900 meters höjd, huvudsakligen dock 1200–1500. Näbben var anpassad till att ta frön från ieie (Freycinetia arborea ). När den inte bar frukt levde fågeln nomadiskt efter tillgången på annan frukt och ryggradslösa djur.

### Familjetillhörighet
Arten tillhör en grupp med fåglar som kallas hawaiifinkar. Länge behandlades de som en egen familj. Genetiska studier visar dock att de trots ibland mycket avvikande utseende är en del av familjen finkar, närmast släkt med rosenfinkarna. Arternas ibland avvikande morfologi är en anpassning till olika ekologiska nischer i Hawaiiöarna, där andra småfåglar i stort sett saknas helt.

## Status
Oun har inte setts med säkerhet sedan 1989 på Kauai och sedan 1987 på Hawaii. Sedan 2024 kategoriserar internationella naturvårdsunionen IUCN den som utdöd. Arten tros ha försvunnit till följd av habitatförlust, predation från införda råttor och, framför allt, fågelmalaria spridda av införda myggor.